# ابوزید انصاری
ابوزید سعید بن اَوس انصاری (۷۴۳–۸۳۰م) زبان‌شناس برجستهٔ عراقی و نقل‌گر حدیث در سدهٔ دوم هجری بود تا حدی که سیبویه او را موثق می‌دانست. آثار بسیاری از او به جای مانده است.